# Show do intervalo do Super Bowl XXX
O show do intervalo do Super Bowl XXX ocorreu em 28 de janeiro de 1996, no Sun Devil Stadium, em Tempe, como parte do Super Bowl XXX. Diana Ross foi a atração principal do evento com produção da Radio City Music Hall. A performance foi intitulada Take Me Higher: A Celebration of 30 years of Super Bowl.
O show contou com uma série de músicas de Ross, tanto de sua carreira solo, quanto de seu tempo no The Supremes. O show fez uso de pirotecnia, efeitos especiais e acrobacias com cartas de estádio. Durante a apresentação, Ross fez muitas diversas mudanças de figurino.

## História
Ross já havia cantado "The Star-Spangled Banner", o hino nacional dos Estados Unidos, no Super Bowl XVI em 1982. A cantora desenvolveu um show que duraria treze minutos e meio. A NBC exigiu que ela encurtasse a apresentação para doze minutos. Depois de ter implorado para que evitassem as reduções na performance, a emissora cedeu ao pedido da artista e liberou o show com duração de treze minutos e meio.
Ross, com um minivestido vermelho, iniciou a apresentação em pé sobre um guindaste, que abaixou para levá-la até o palco enquanto faíscas iluminavam ao fundo do guindaste, enquanto cantava "Stop! In the Name of Love". Centenas de dançarinos se posicionaram do palco, soletrando o nome de Ross.
Ross, então, cantou mais três músicas do The Supremes: "You Keep Me Hangin' On", "Baby Love" e "You Can't Rush Love". Em "Why Do Fools Fall in Love", Ross trocou de roupa no palco para um vestido laranja e roxo, antes de apresentar "Chain Reaction" e "Reach Out and Touch (Somebody's Hand)". A apresentação de "Ain't No Mountain High Enough" contou com um coro vestido de amarelo ao redor da artista.
O show terminou com Ross cantando "I Will Survive" e "Take Me Higher" de seu décimo nono álbum de estúdio de 1995 de mesmo nome. Ao exclamar "nossa, aí vem minha carona", um helicóptero entrou no estádio e levou ela para fora do estádio, finalizando, assim, a apresentação.

## Recepção

### Crítica
A apresentação de Ross no intervalo do Super Bowl recebeu aclamação crítica e sempre figura entre os melhores shows do intervalo do evento. Sua performance foi citada como a performance favorita de The Weeknd no intervalo; mais tarde, ele se apresentaria no show do intervalo do Super Bowl LV. A mudança extravagante de roupas durante o concerto foi citada por diversos veículos de imprensa nas avaliações do show.

### Comercial
Na semana seguinte à sua apresentação, o mais novo álbum de Ross, Take Me Higher, teve um aumento de 74% nas vendas, vendendo 3.000 cópias na semana seguinte à apresentação.

### Reconhecimento
| Publicação    | Lista                                                                                      | Posição | Ref.   |
| ------------- | ------------------------------------------------------------------------------------------ | ------- | ------ |
| CBS Sports    | Super Bowl 2018 halftime show rankings: Where every performance ranks, from worst to first | 16      | [ 15 ] |
| Rolling Stone | Every Super Bowl Halftime Show, Ranked From Worst to Best                                  | 17      | [ 16 ] |
| The Oregonian | 26 Super Bowl halftime shows ranked from best to worst, including J-Lo and Shakira         | 6       | [ 17 ] |
| Thrillist     | The Greatest Super Bowl Halftime Shows of All Time, Ranked                                 | 4       | [ 18 ] |
| Vulture       | Every Super Bowl Halftime Show Since 1993, Ranked                                          | 7       | [ 19 ] |

## Repertório
1. "Stop In The Name Of Love"[6]
2. "You Keep Me Hangin' On"[6]
3. "Baby Love"[6]
4. "You Can't Hurry Love"[6]
5. "Why Do Fools Fall in Love"[6]
6. "Chain Reaction"[6]
7. "Reach Out and Touch (Somebody's Hand)"[6]
8. "Ain't No Mountain High Enough"[6]
9. "I Will Survive"[6]
10. "Take Me Higher"[6]